# Canary (アルバム)
『Canary』（カナリー）は、松田聖子の通算8枚目のオリジナル・アルバム。1983年12月10日発売。発売元はCBS・ソニー。

## 概要
帯コピー:自由な光をあびて、いま鼓動はあなたへ　SINGING… 聖子。
ヒットシングル「瞳はダイアモンド／蒼いフォトグラフ」を含む全10曲。
LPリリース後の12月21日には、マスター・サウンド（ソニーが持てる技術を駆使した最高音質）仕様盤が発売された。
来生たかお等によるスローバラード系が多く、林哲司等によるポップな楽曲との多様性が感じられる。
全作品のタイトルが英語表記で揃えられ、既発表シングル「瞳はダイアモンド」「蒼いフォトグラフ」にも改めて英語によるタイトルがつけられた。
「Canary」「Misty」では、本人歌唱ではないコーラス部分の英語詞が掲載されている。
リリース直前まで本作のタイトルは『Jewels』となる予定であり、販促の印刷物等に明記されていた。当時松田がパーソナリティを務めていたラジオ番組『愛にくちづけ』では、新しいアルバムとしてこのタイトルで紹介する段階まで至っていたが、紆余曲折あって現在のタイトルとなり、収録内容も一部変更されたと云われている。

## 収録曲

### レコード / CT
| 全作詞: 松本隆。 |                                                            |           |           |            |      |
| #                | タイトル                                                   | 作詞      | 作曲      | 編曲       | 時間 |
| 1.               | 「BITTER SWEET LOLLIPOPS」(ビター・スイート・ロリポップス) | 松本隆    | 大村雅朗  | 大村雅朗   | 3:09 |
| 2.               | 「Canary」(カナリア)                                       | 松本隆    | SEIKO     | 大村雅朗   | 4:37 |
| 3.               | 「Private School」(プライベート・スクール)                 | 松本隆    | 林哲司    | 井上鑑     | 4:42 |
| 4.               | 「Misty」(ミスティ)                                        | 松本隆    | 井上鑑    | 井上鑑     | 4:40 |
| 5.               | 「Diamond Eyes」(瞳はダイアモンド)                         | 松本隆    | 呉田軽穂  | 松任谷正隆 | 4:20 |
| 合計時間:        | 合計時間:                                                  | 合計時間: | 合計時間: | 21:28      |      |

| 全作詞: 松本隆。 |                                                 |           |            |            |      |
| #                | タイトル                                        | 作詞      | 作曲       | 編曲       | 時間 |
| 1.               | 「LET'S BOYHUNT」(レッツ・ボーイハント)         | 松本隆    | 林哲司     | 井上鑑     | 4:17 |
| 2.               | 「Wing」(ウィング)                              | 松本隆    | 来生たかお | 大村雅朗   | 4:17 |
| 3.               | 「Party's Queen」(パーティーズ・クイーン)       | 松本隆    | 来生たかお | 大村雅朗   | 4:18 |
| 4.               | 「Photograph of Yesterdays」(蒼いフォトグラフ)  | 松本隆    | 呉田軽穂   | 松任谷正隆 | 3:56 |
| 5.               | 「Silvery Moonlight」(シルバリー・ムーンライト) | 松本隆    | 来生たかお | 大村雅朗   | 4:12 |
| 合計時間:        | 合計時間:                                       | 合計時間: | 合計時間:  | 21:00      |      |

## 楽曲解説

### Side A
1. BITTER SWEET LOLLIPOPS（ビター・スイート・ロリポップス）
2. Canary（カナリア）
松田の初作曲楽曲で、自身が作曲した楽曲が音源化されるのも同様に初めてであった。2003年に実施されたベスト盤収録曲を決定するリクエストでもアルバム・カップリング曲部門で第9位にランクインした（『Another side of Seiko 27（14）』）。
3. Private School（プライベート・スクール）
4. Misty（ミスティ）
5. Diamond Eyes（瞳はダイアモンド）
15枚目のシングル（両A面）A面収録曲。

### Side B
1. LET'S BOYHUNT（レッツ・ボーイハント）
1987年発表のベスト・アルバム「Snow Garden」にて、スキーの効果音が加えられ「Let's Boyhunt」として収録されている。
2. Wing（ウィング）
3. Party's Queen（パーティーズ・クイーン）
4分少々ある曲ながら、歌詞はわずか7行。
松本隆も「こんなに短い歌詞をつけたのは初めて」と言った異色作。
4. Photograph of Yesterdays（蒼いフォトグラフ）
15枚目のシングル（両A面）B面収録曲。TBS系ドラマ『青が散る』主題歌。
5. Silvery Moonlight（シルバリー・ムーンライト）

## クレジット
- Producer & Director: M.Wakamatsu / Assistant Director: H. Satoh / Engineer: T. Suzuki / Assistant Engineer: A.Saida / Photographer: K. Shinoyama / Designer: M. Yamada / Stylist: K. Nakayama / Recording Date: October, November 1983 / Recording Place: CBS/SONY Shinanomachi Studio

1. BITTER SWEET LOLLIPOPS
E.Bass 美久月千晴 E.Guitar 松原正樹 Keyboards 山田秀俊 Computer Programmer 松武秀樹 Clarinet ジェイク・Ｈ・コンセプション Chorus 山川恵津子 比山清 木戸泰弘
2. Canary
E.Bass 高水健司 E.Guitar 松原正樹 Keyboards 山田秀俊 Computer Programmer 松武秀樹 Harp 山川恵子 Strings ジョー・アンサンブル Chorus ラジ 比山清 木戸泰弘
3. Private School
Drums 島村英二 E.Bass 高水健司 E.Guitar 今剛 F.Guitar 谷康一 Keyboards 井上鑑 Percussions 菅原裕紀 Brass:(T.S)ジェイク・H・コンセプション (B.S)砂原俊三 (T.P)兼崎順一 Chorus ラジ MOMO
4. Misty
Drums 山木秀夫 E.Bass 岡沢茂 E.Guitar 今剛 Keyboards 井上鑑 Percussions ペッカー　Chorus ラジ MOMO
5. Diamond Eyes
Drums 林立夫 E.Bass 高水健司 E.Guitar 松原正樹 F.Guitar 吉川忠英 Keyboards 松任谷正隆 Percussions 斉藤ノヴ Strings 日色アンサンブル Chorus 須藤薫 桐ヶ谷仁 桐ヶ谷俊博
6. LET'S BOYHUNT
Drums 上原裕 E.Bass 岡沢茂 E.Guitar 今剛 Keyboards 井上鑑 Percussions ペッカー Strings ジョー・アンサンブル Brass:(T.S)ジェイク・H・コンセプション (B.S)砂原俊三 Chorus ラジ MOMO バズ
7. Wing
E.Bass 高水健司 E.Guitar 松原正樹 Keyboards 山田秀俊 Computer Programmer 松武秀樹 Strings ジョー・アンサンブル Chorus 山川恵津子 比山清 木戸泰弘
8. Party's Queen
E.Bass 高水健司 E.Guitar 松原正樹 Keyboards 山田秀俊 Computer Programmer 松武秀樹 Clarinet ジェイク・H・コンセプション Chorus 山川恵津子 比山清 木戸泰弘
9. Photograph of Yesterdays
Drums 林立夫 E.Bass 高水健司 E.Guitar 松原正樹 F.Guitar 吉川忠英 Keyboards 松任谷正隆 Percussions 斉藤ノブ Strings 日色アンサンブル Brass:(TP)数原晋 (TS,AS)ジェイク・H・コンセプション Chorus 須藤薫 桐ヶ谷仁 桐ヶ谷俊博
10. Silvery Moonlight
E.Bass 高水健司 E.Guitar 松原正樹 Keyboards 山田秀俊 Computer Programmer 松武秀樹 Brass:(AS)ジェイク・H・コンセプション

## 関連作品
- BITTER SWEET LOLLIPOPS　
  - Seiko Box
  - SEIKO MEMORIES 〜Masaaki Omura Works〜
  - Seiko Matsuda 40th Anniversary Bible -blooming pink-
- Canary　
  - Seiko・Town
  - Seiko Box
  - Bible
  - SEIKO SUITE
  - Another side of Seiko 27（14）
  - Premium Diamond Bible
  - Diamond Bible
  - SEIKO MEMORIES 〜Masaaki Omura Works〜
- Private School　
  - SEIKO SUITE
  - Seiko Matsuda 40th Anniversary Bible -bright moment-
- Misty　
  - Seiko Box
- Diamond Eyes　
  - シングル「関連楽曲」を参照されたい
- LET'S BOYHUNT　
  - Snow Garden(SE入りver.)
  - Seiko Box
  - Bible III
  - Premium Diamond Bible
- Wing
  - エトランゼ
- Photograph of Yesterdays　
  - シングル「関連楽曲」を参照されたい